# مایولو
مایولو (به ایتالیایی: Maiolo) یک کومونه در ایتالیا است که در استان ریمینی واقع شده‌است.

## خصوصیات
مایولو ۲۴٫۴ کیلومترمربع مساحت و ۸۰۷ نفر جمعیت دارد.